# Байкадам (Бухар-Жирауський район)
Байкада́м (каз. Байқадам) — село у складі Бухар-Жирауського району Карагандинської області Казахстану. Входить до складу Кокпектинського сільського округу.
Населення — 982 особи (2021; 815 у 2009, 661 у 1999, 643 у 1989).
Національний склад станом на 1989 рік:
- росіяни — 43 %;
- казахи — 31 %.

До 1993 року село називалось Міньковка.